# Nem tudják, mit cselekszenek
A Nem tudják, mit cselekszenek Jussi Valtonen harmadik regénye, mely 2014-ben elnyerte a Finlandia-díjat. Ugyanebben az évben Finnországban 73 800-as példányszámban kelt el.

Valtonen hat évig írta a művet. A díjkiosztón arról beszélt, hogy a könyvben a saját zavarodottságát fejezte ki a változó világban.
"Egy társadalmi regényt szerettem volna írni, amely a lehető legszélesebb perspektívát vonultatja fel. A saját zavarodottságomhoz kapcsolódik a világ peremén."

## A regény

### Narráció
A narrátor végig egyes szám harmadik személyben meséli el a cselekményt, fejezetenként egy-egy szereplőre koncentrálva, mintha az adott személy szemszögéből mondaná el a történetet. Az utolsó fejezetben váltogat két szereplő szemszöge között.
A regény nagy részében múlt időt használ az elbeszélő, de a végén egyes jeleneteknél átvált jelen időbe.

### Cselekmény
|  | Alább a cselekmény részletei következnek! |

A regény legeleje egy kísérteties jelenséget vetít a szemünk elé, melyben repülő rovarok ezrei lepik el a városokat, melyek – állítólag – az emberekre, állatokra és növényekre is ártalmatlanok.
A lényegi cselekmény 1994-ben kezdődik Finnországban, ahol egy finn-amerikai házaspár, Alina és Joe neveli újszülött kisfiát, Samuelt. A szülők kapcsolata nem régóta indult egy tudományos konferencián, eredetileg egyéjszakás kalandként. Az első fejezet Alinára koncentrál, aki rengeteget őrlődik olyan kérdések között, mint hogy valaha is elfogadja-e őt zsidó férje családja, elég gondoskodó anya-e, otthagyná-e nemrég megözvegyült édesapját, ha a férje vissza akarna költözni az Egyesült Államokba, és vajon a férjének viszonya van-e az egyik diákjával. A fejezet végére világossá válik, hogy a házasság, melyben sokáig egyetlen veszekedés nem fordult elő, nem fog sokáig tartani.
A cselekmény mintegy húsz évvel később folytatódik az USA-ban, Baltimore-ban. Joe-ból sikeres neurobiológus lett, akinek egyik kutatása révén várhatóan vakoknak lehet majd visszaadni a látásukat. Ennek ellenére egyre-másra militáns állatvédők zaklatják őt – előbb a laboratóriumába törnek be, majd otthona körül rendeznek akciókat – kísérletei állítólagosan etikátlan volta miatt. Mindeközben volt feleségétől, Alinától megtudja, hogy fiuk, Samuel valahol ott van az Egyesült Államokban, de az nem derül ki, hol, és hogy milyen bonyodalmakba keveredett a fiú. Joe szívesen találkozna a fiával, akit – miután hatéves korában sikertelenül próbálta egy látogatásra elhívni magához – húsz éve nem látott. Amikor ezen elgondolkodik, rendre megjelenik maga előtt saját apja vagy nagyapja, a bölcs öregként megjelenő zajde alakja. Ugyanakkor azt is megtudjuk, hogy Joe annak idején a szűkös finnországi munkalehetőségek, a zárkózott szellemű és silány technikai felszereltségű finn tudományos élet elől menekült haza Amerikába, akár házassága tönkremenetelének árán is.
A jelenbe visszatérve: Joe kutatói munkája mellett tiltakozó aláírásgyűjtést szervez a Freedom Media nevű médiakoncern ellen, majd döbbenten értesül róla, hogy 15 éves lánya, Rebecca egy, az iskolájában kampányt folytató cégnek lényegében kiadta reklámfelületként a közösségi profilját. Többek között egy Altius nevű, „agyi finomhangolást” végző kísérleti gyógyszert kell reklámoznia. Juttatásul különféle exkluzív termékeket kap, amelyek közt egy iAm nevű, „felhasználói felület nélküli” kivetítő is szerepel. Kisebbik lányának, Daniellának pedig az iskolában az időszaki kabócákról kell előadást tartania, amelyek körülbelül húszévi lárvaállapot után bukkannak elő tömegével a földből a párosodási időszakukra; apja segítségével ez remekül sikerül, felkérik arra is, hogy az egész iskola előtt ismételje meg.
Alina az eltelt idő alatt kedvelt írónővé vált. Első könyvében külföldi férjjel rendelkező finn nőkkel készített interjúkat a finn munkaerő-piacon való elhelyezkedés nehézségeiről. A kötetet adminisztrátori munkája mellett készítette el, melyet – biológusi diplomáját önbizalom hiányában félretéve – még Samuel kiskorában, a 90-es évek finn gazdasági válságának idején szerzett. Munkahelyén egy alkalommal egyébként egy internetes egyházi fórumon feltett egy kérdést, csak hogy a hivatalos választ sokkal később kapja meg, mint sértegető hozzászólások tömkelegét, többek közt egy Sathiytaeurus nevű felhasználótól; az eset után kilépett az egyházból, ugyanakkor magabiztosabb is lett, és eltökéltebb könyvének ötletében.
A nő emellett több mint egy évtizednyi sikertelen randipróbálkozások, pszichoterápiák és egykori barátaitól való elszigetelődés után maga is újraházasodott, két kisfia született. A fiatalabbiknál, Ukkónál valamilyen fejlődési rendellenességet állapítottak meg; közben az immár 21 éves Samuelnek „bírósági ügyei” vannak, de itt még nem derül ki, hogy miért. Alina édesapja időközben egy öregotthonba került, ahol leginkább egy terápiás plüss robotfóka segíti elviselhetőbbé tenni egyhangú napjait. Lánya ugyan rendszeresen meglátogatja, de igazán szoros kapcsolat nincs köztük.
Samuel Finnországban az eltelt idő alatt kiváló eredménnyel leérettségizett, sőt, egy ismeretterjesztő cikket is megjelentetett egy neves újságban, amely George Akerlof, Michael Spence és Joseph Stiglitz közgazdasági Nobel-díjas kutatók cikkét dolgozza fel. A cikk szerint az árucikkek előállításáról szóló információk aszimmetrikusan oszlanak el a vevők és a gyártók között, ezért előbbiek képtelenek a vásárlásukkal befolyásolni a piacot. Samuel előzőleg egy iskolai kiselőadásán foglalkozott a témával, bár ott alapossága megütközést keltett. A fiú az egyetemre készülne, ám miután barátnője, Kerttu a távoli Jyväskylä-ben folytatja tanulmányait, végül kimarad az intézményből. Samuelt rejtetten kínozza alig ismert apja hiánya, aki – reményeivel ellentétben – nem jött el a ballagására; ennek ellenére még legjobb barátjával, a Sathiytaeurus néven black metal-zenekart vezető Matiasszal se tudja se ezt, se a Kerttuval való szakítását megbeszélni, mialatt utóbbi luxusházában pornót néznek és egy ismeretlen összetételű drogot szívnak. Samuel végül az érettségi bizonyítványa levizelésével, valamint az apjának és volt barátnőjének egy közösségi oldalon való befeketítésével vezeti le frusztrációját.
Joe az állatvédők újabb és újabb zaklatásai hatására nyílt vitaalkalmat kezdeményez velük, amelyből azonban nem jön ki jól; a vitáról készült rövid összefoglaló saját lányait is inkább kísérletei helytelen voltáról győzi meg. A vitát követően nem sokkal valaki egy szöges bombát rejtő borítékot címez a lányoknak, melynek hatására a család felfogad két testőrt. Időközben megkezdődik az időszaki kabócák kirajzása.
A férfi mindeközben immár a munkahelyek törlésével is manipuláló Freedom Media mellett a saját tanszékével is küzd, akik egyre inkább elhatárolódnak kísérleteitől. Eközben egy magánnyomozó révén megtudja, hogy saját fia, Samuel is állatvédelmi aktivistaként tevékenykedik, barátaival együtt állítólag erőszakos cselekményekben is részt vesznek. A nyomozó talált egy részletet a fiú és Kerttu internetes beszélgetéseiből, melyben előbbi azt állítja, hogy „valami borzalmasat” tett az apjával. Joe ezt úgy értelmezi, hogy Samuel küldhette a lányainak címzett bombát. Amikor azonban a férfi közli gyanúját volt feleségével, Alinával, az nem hisz neki. A fenyegető támadások elkerülése érdekében közben Miriam – aki korábbi elveivel ellentétben, önvédelem céljából pisztolyt vásárol – és a lányok ideiglenesen elköltöznek a családi otthonból. Joe a Rebeccától elkobzott iAm-készülékkel tölti ki magányos estéit; a készülék szinte automatikusan kitalálja, mire vágyik, így pl. rendszeresen behoz neki híreket az állatvédők bűncselekményeiről.
A regény utolsó előtti fejezete előreugrik az időben. Megtudjuk, hogy a Chayefski család háza tájékán gyilkosság történt, de azt nem, ki volt az elkövető és ki az áldozat.
A gyilkosság estéjén Joe újfent egyedül marad a házban, amikor Samuel becsenget hozzá. A testőröket, akik a távolabb lévő lányokra vigyáznak, nem tudja elérni, a rövid hatótávolságú vészjelző gomb hívására senki se reagál. Noha szinte biztos benne, hogy fia meg fogja ölni, Joe ajtót nyit neki.
Mielőtt azonban az ajtó kinyitása utáni eseményekre rátérne, a regény elbeszéli Samuel történetét onnantól, hogy kibukott az egyetemről. A tétlenség hónapjait követően elkezdett gyakornokként dolgozni a Laajakoski Biotudományi Rt.-nél, ahova az ismeretterjesztő cikke segítette bejutni, és melynek hatására fontolgatta az újrafelvételizést. Egy véletlen esemény azonban gyökeres változást hoz az életébe: meglátja, milyen kísérleteknek vetik alá a cégnél a tesztállatokként alkalmazott beagle-eket. A fiú, akit mindig is zavarta az állatkínzás, később volt barátnőjének, Kerttunak sírja el az élményt, majd barátaival együtt békés, többnapos tüntetést szervez a cég telephelyén, melyet végül a rendőrség paprikaspray alkalmazásával oszlat fel. A fiú ennek ellenére eltökélt abban, hogy nem alkalmaz erőszakot az állatvédelem ügye érdekében: időközben megismert amerikai barátaival, Taylorral és Kaitlinnel olyan akciókat szerveznek, melyek során egy-egy, állatkísérletekkel foglalkozó cég finanszírozásában részt vevő bank vezetőjét keresik meg ismételt telefonhívásokkal, vajon tényleg szeretne-e az adott cégnek pénzt hitelezni. Akcióik, melyekhez több ezer fiatal csatlakozik szerte a világból, meghozzák a kívánt eredményt: miután több pénzintézet is inkább leül tárgyalni Samuelékkel, minthogy további telefonokkal zaklassák őket, a kifogásolt cégek közül több is csődbe jut. Mindazonáltal Samuelt és barátait egy ízben letartóztatják koholt vádak alapján, majd elengedik őket – egyedül ez a hír bizonyul részben igaznak azok közül, melyeket Joe olvasott fiáról az iAm készüléken.
Samuel története – melyben egy mellékszálként az is kiderül, hogy a Rebecca által is reklámozott „agyi finomhangolók” iparilag módosított alkoholból állnak – beletorkollik a gyilkosság éjszakájának elbeszélésébe. A hosszú amerikai utat maga mögött hagyott fiút ledöbbenti a látvány, mely ismeretlen apjánál fogadja: egy alacsony, szemüveges férfi pisztolyt szegez rá. Miután sikerül Joe-t – akit megdöbbent a kinézetbeli hasonlóság a zajde és Samuel között – meggyőznie arról, hogy tegye le a fegyvert, magához veszi, ám puszta kíváncsiságból: a pisztoly nem sül el, és végül félreteszik, mielőtt bemennének a házba beszélgetni.
A mindkettejük óta régóta várt beszélgetés során apja számára is kiderül, hogy Samuel és állatvédő aktivista barátai sosem vettek részt erőszakos cselekményben; Joe azért hihette ezt, mert csak az iAm készülék által megszűrt, az aktivisták állítólagos erőszakos oldalát taglaló hírek jutottak el hozzá. Azt is tisztázzák, mit értett Samuel a „valami borzalmas” alatt, amelyet az apja ellen elkövetett: megadta az aktuális címét egy, fanatikus állatvédők által üzemeltetett honlapnak, mely alapján azok az otthona körül zaklathatták Joe-t. A bombát, mint később kiderül, Miriam egy régi iskolatársa küldte, akit azóta is gyötört reménytelen szerelmének emléke.
A hosszú beszélgetés során apa és fia végre közelebb kerül egymáshoz, és közösen tervezik, hogy Samuel bemutatkozhasson Joe családja többi tagjának is. A rövid idillnek azonban egy tragikus félreértés vet véget: az egyik testőr, Mike ekkor veszi észre, hogy a házból vészjelzést adtak le, és azonnal odasiet, majd a kertben lövéseket ad le egy gyanúsan viselkedő alakra – vagyis Samuelre, akit apja néhány pillanatra magára hagyott egy, Baltimore veszélyes voltáról szóló vicc után. A regény cselekménye mégse a fiú halálának leírásával zárul: az előtte lévő néhány pillanatot írja le, amikor Joe ráébred, hogy a kabócák zúgásának vége, s hogy a baltimore-i nyár a legszebb arcát mutatja; voltaképp mindig is abban reménykedett, hogy tőle távol nevelkedett fia, ha egyszer eljön látogatóba, ezt látja majd.
|  | Itt a vége a cselekmény részletezésének! |

### Szereplők
- Joseph 'Joe' Chayefski – amerikai neurobiológus kutató
- Alina Heinonen – finn írónő és adminisztrátor, Joe első felesége
- Samuel Heinonen, szül. Chayefski – finn állatvédelmi aktivista, Joe és Alina fia
- Rebecca Chayefski – Joe és Miriam 15 éves lánya
- Daniella Chayefski – Joe és Miriam 11 éves lánya
- Miriam Goldberg-Chayefski – amerikai pszicholingvisztikus, Joe második felesége
- Kerttu Karoliina Lamminsuo – Samuel volt barátnője
- Henri – finn pszichológus, Alina második férje
- Taisto és Ukko – Henri és Alina fiai, 6, illetve 4 évesek
- Mike Badecker és Douglas Krapotkin – a Chayefski család testőrei

## Fogadtatás
A regény 2014-ben elnyerte a Finnország legismertebb irodalmi díjának tartott Finlandia-díjat.
Marjut Tervola finn rádiós műsorvezető George Orwell 1984, valamint Aldous Huxley Szép új világ c. művéhez hasonlította a regényt, hozzátéve, hogy sikeresen foglalja össze a modern világ ellentmondásait.

## Magyarul
- Nem tudják, mit cselekszenek; ford. Patat Bence; Cser, Bp., 2017

## Fordítás
- Ez a szócikk részben vagy egészben  a   He eivät tiedä mitä tekevät című finn Wikipédia-szócikk ezen változatának fordításán alapul.  Az eredeti cikk szerkesztőit annak laptörténete sorolja fel. Ez a jelzés csupán a megfogalmazás eredetét és a szerzői jogokat jelzi, nem szolgál a cikkben szereplő információk forrásmegjelöléseként.